# 岩瀬川 (秋田県)
岩瀬川（いわせがわ）は、秋田県大館市を流れる米代川水系米代川支流の河川である。

## 地理
秋田県大館市北西の三ッ森付近に源を発し南へ流れ、大館市岩瀬地内で米代川に合流する。

## 観光
大館市北西部を流れる岩瀬川は、上流に「山瀬ダム」「五色湖」「糸滝」「五色の滝」などの見所ある観光スポットを備え、五色湖周辺に配置されたキャンプ場やロッジは、夏休み期間中家族連れなどでにぎわう。

## ギャラリー

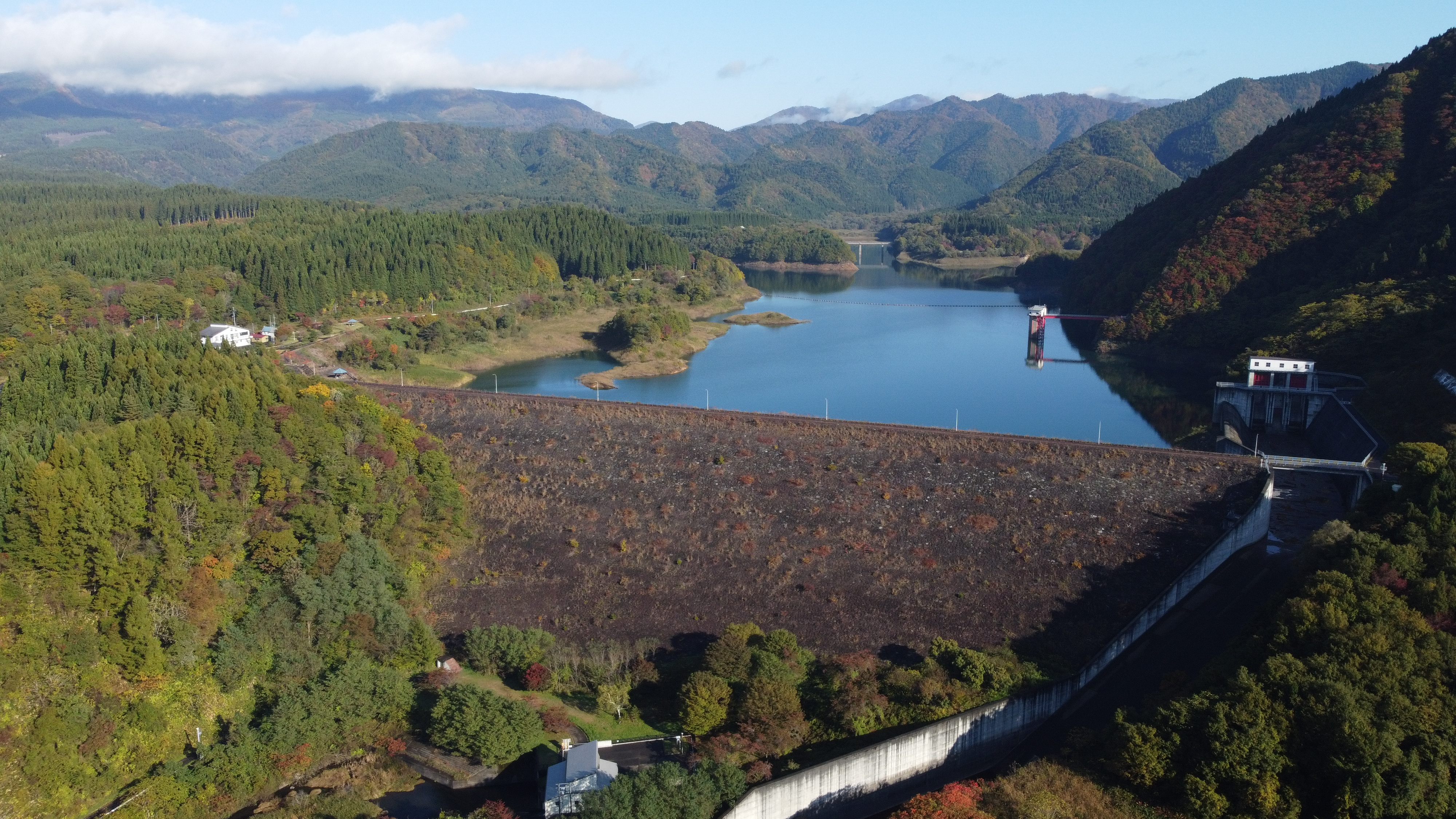
山瀬ダム ダム湖は五色湖
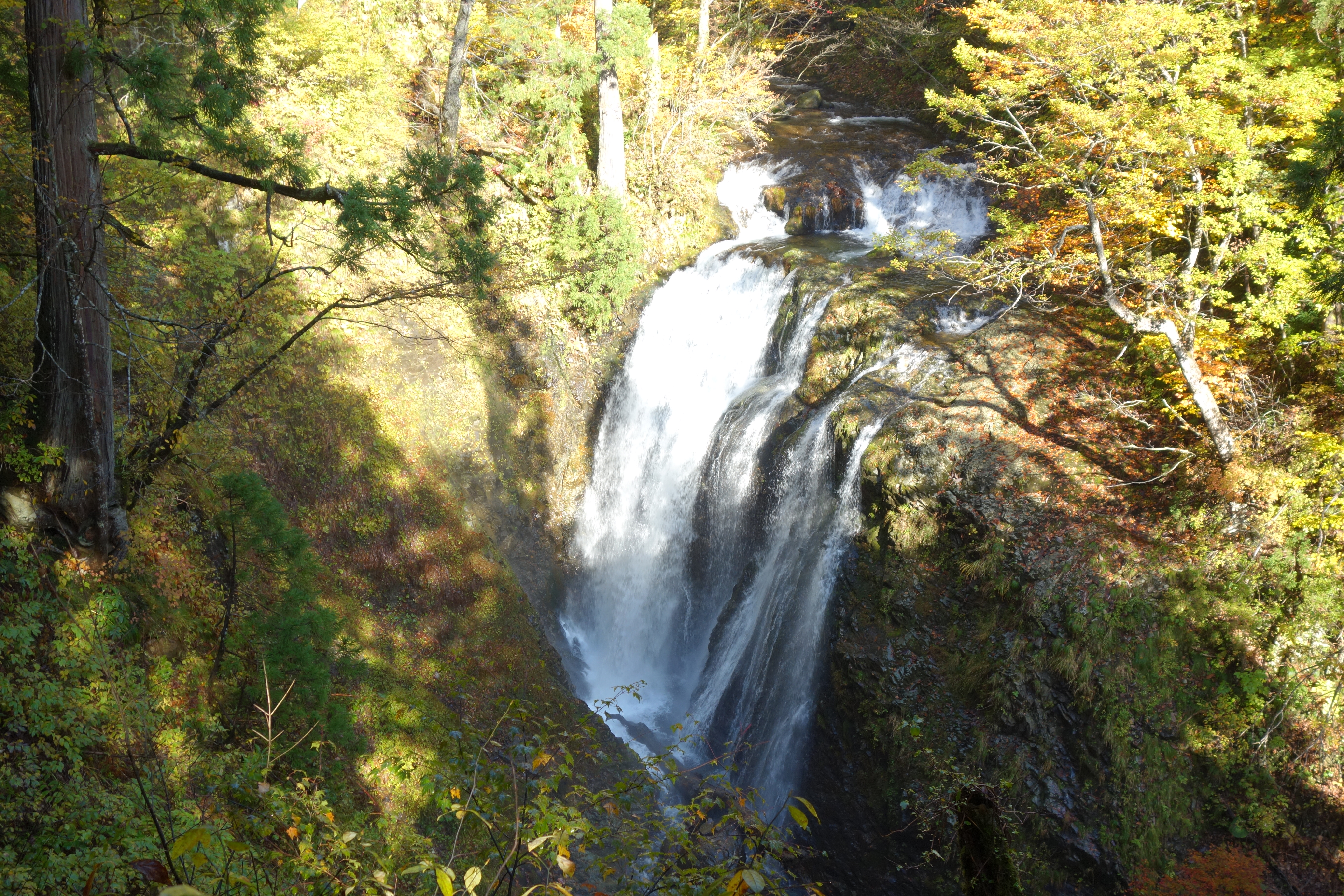
五色の滝
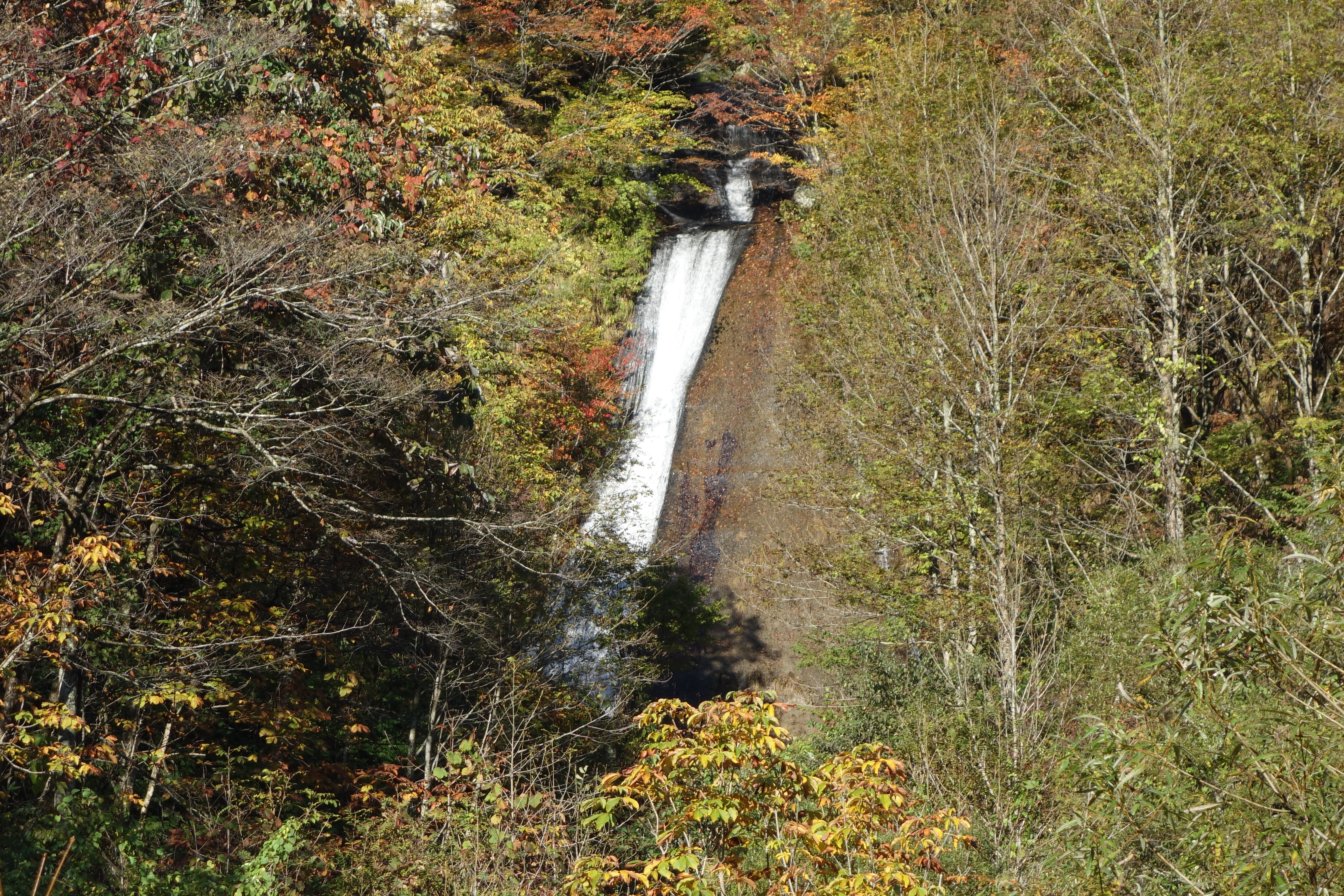
糸滝